# Rhabderemia coralloides
Rhabderemia coralloides är en svampdjursart som beskrevs av Arthur Dendy 1924. Rhabderemia coralloides ingår i släktet Rhabderemia och familjen Rhabderemiidae.
Artens utbredningsområde är havet kring Nya Zeeland. Inga underarter finns listade i Catalogue of Life.